# Сайхандулаан
Сайхандулаан (монг. Сайхандулаан) — сомон в аймаке Дорноговь в юго-восточной Монголии. 
Центр - поселок Ульзийт находится в 97 км от административного центра г. Сайншанд и в 470 км от столицы г. Улан-Батор. 
Административно разделён на 4 местных самоуправления (баг):Улааншороот, Жаргалант, Цохио, Ульзийт.
Территория — 9,558.3 км². Население — 1 189 человек (2011). Плотность – 0.12 чел./км².
| Годы                        | 2000  | 2002  | 2004  | 2006  | 2008  | 2010  |
| --------------------------- | ----- | ----- | ----- | ----- | ----- | ----- |
| Численность населения       | 1,281 | 1,317 | 1,328 | 1,301 | 1,207 | 1,234 |
| Численность поголовья скота | 63321 | 65615 | 79396 | 37084 | 50811 | 63362 |

## География
Горы:  Дулаан, Унэгэт, Буурал. Много солёных озер.

## Климат
Резкоконтинентальный климат. Средняя температура января –17-18 градусов, июля +24 градуса. В среднем за год выпадает 100-140 мм. осадков.
Имеется богатый животный мир. Водятся архары, волки, лисы, дикие козы , манулы , зайцы , корсаки.
Имеются запасы полезных ископаемых. Богат медной рудой, химическим и строительным сырьем. 
Есть школа, больница, культурный и торгово-обслуживающие центры. 